# Norman Bailey (football)
Pour les articles homonymes, voir Norman Bailey et Bailey.
Norman Bailey, né le 23 juillet 1857 à Streatham (Angleterre), est un footballeur anglais, qui évolue au poste de défenseur aux Clapham Rovers et en équipe d'Angleterre.
Bailey a marqué un but lors de ses dix-neuf sélections avec l'équipe d'Angleterre entre 1878 et 1887.

## Carrière de joueur
- Old Westminsters
- Clapham Rovers
- Wanderers FC
- Swifts FC
- Corinthians FC

## Palmarès

### En équipe nationale
- 19 sélections et 1 but avec l'équipe d'Angleterre entre 1878 et 1887.

### Avec Clapham Rovers
- Vainqueur de la Coupe d'Angleterre de football en 1880.
- Finaliste de la Coupe d'Angleterre de football en 1879.